# 日本齒指蝦蛄
日本齒指蝦蛄（学名：Odontodactylus japonicus）为齒指蝦蛄科齒指蝦蛄屬下的一个种。